# Exoneura perplexa
Exoneura perplexa är en biart som beskrevs av Rayment 1953. Exoneura perplexa ingår i släktet Exoneura och familjen långtungebin. Inga underarter finns listade i Catalogue of Life.